# Pallacanestro Broni 93 2005-2006
La Pallacanestro Broni 93 nella stagione 2005-2006 ha preso parte al campionato di Serie A2 classificandosi al quarto posto al termine della stagione regolare. Nei play-off ha incontrato Montichiari perdendo la serie 2-0.